# Desmond Doss
Desmond Thomas Doss (Lynchburg, Virginia, 1919. február 7. – Piedmont, Alabama, 2006. március 23.) az első az összesen három emberből (Thomas W. Bennett és Joseph G. LaPointe, Jr.), akik lelkiismereti okból megtagadták a fegyverviselést, ennek ellenére megkapták az Amerikai Egyesült Államok Becsület Érdemérmét. Az Amerikai Hadsereg tizedese volt (hőstettei végrehajtásakor őrvezető), az egészségügyi osztagnál szolgált, a 307. gyalogsági ezrednél, a 77. gyaloghadosztálynál.

## Élete
Doss Lynchburgben, Virginiában született, édesapja Thomas William Doss, ács, édesanyja Bertha E. (Oliver) Doss. 
1942 áprilisában önkéntesen vonult be, de Hetednapi Adventista hitére és személyes meggyőződésére hivatkozva megtagadta a fegyverviselést és az ellenséges katonák megölését. Ennek következtében egészségügyi szolgálatra küldték, szanitéc lett. A második világháború csendes-óceáni harcszínterén teljesített szolgálatot, bajtársai életét mentette, közben pedig kitartott hitbéli meggyőződése mellett. Doss a háború során három alkalommal sérült meg, és röviddel a leszerelése előtt tuberkulózist diagnosztizáltak nála. Miután 1946-ban elbocsátották a seregtől, öt évet töltött kórházi kezelés alatt sérülései és betegsége miatt.
Desmond Doss 2006-ban otthonában, az alabamai Piedmontban hunyt el, miután kórházban ápolták légzési zavarokkal, ugyanazon a napon, mint egy másik Becsület Érdemérem birtokos, David Bleak. Egy lóval vontatott halottas kocsi szállította zászlóval bevont koporsóját a sírhoz, mialatt katonai helikopterek tettek felette tiszteletköröket. Bár katonai szolgálata alatt megtagadta a fegyverviselést, ágyúlövéssel tisztelegtek előtte. A tennessee-i Chattanooga-ban, a Nemzeti Temetőben helyezték végső nyugalomra.

## Katonai kitüntetése
- Becsület Érdemérem

## A Becsület Érdemérem indoklási része, hőstettei (idézet)
- Rang és szervezet: Őrvezető, Az Amerikai Egyesült Államok Hadserege, Egészségügyi Osztag, 307. Gyalogsági Ezred, 77. Gyaloghadosztály.
- Hely és dátum: Urasoe Mura-hoz közel, Ryukyu-szigetek, 1945. április 29 – 1945. május 21.
- Szolgálatba lépett: Lynchburg, Virginia
- Született: Lynchburg, Virginia G. O. No.: 97, 1945. november 1.

A század elsősegély embere volt, amikor az első zászlóalj megrohamozta a 400 láb (kb. 121 méter) magas meredek hegyoldalt. Amikor az egység elérte a hegytetőt, koncentrált, erős ágyú- és géppuskatűzzel találták szembe magukat, kénytelenek voltak visszavonulni. Doss őrvezető nem volt hajlandó fedezékbe húzódni, és a tűzvonalban maradt a rengeteg sebesülttel, egyesével cipelve el őket a szakadék szélére, ahonnan egy kötéllel ellátott hordággyal eresztette le őket a sziklaszirtről baráti kezek közé.
Május 2-án erős puska- és ágyútűznek tette ki magát, amikor 200 yard (kb. 183 méter) távolságból cipelt el egy sérültet ugyanahhoz a sziklához.
Két nappal később 4 sebesültet látott el, akiket egy erősen védett barlang rohamozása közben kaszaboltak le. Gránátok esőjében előrenyomulva, 8 yardnyira (kb. 7 méter) az ellenséges csapatoktól a barlang szájában kötözte be bajtársai sebeit, mielőtt mind a négyüket külön-külön biztonságos helyre menekítette volna erős ellenséges tűz alatt.
Május 5-én elszántan ment szembe ellenséges bombázással és kézifegyvertűzzel, hogy segítsen egy tüzértisztnek. Kötést használt, fedezékbe vitte páciensét, és míg az ágyúlövedékek közvetlenül mellettük csapódtak be, vért adott neki. Később, még aznap mikor egy amerikait súlyosan megsebesített több lövés, amit egy barlangból adtak le, Doss őrvezető odakúszott hozzá, aki mindössze 25 lábra (kb. 8 méter) feküdt az ellenségtől, ellátta, majd 100 yardot (kb. 91 méter) cipelte, hogy biztonságba vigye, közben pedig folyamatosan ellenséges tűz alatt állt.
Május 21-én egy éjszakai támadás alkalmával egy Shurihoz közeli magaslaton, ellenséges területen maradt, hogy segítsen a sebesülteken, míg a század többi tagja fedezékbe vonult, nem gondolva a kockázatra, hogy japán katonának hiszik, míg ő maga is súlyosan megsérült a lábán egy gránátrobbanás miatt. Ahelyett, hogy másik szanitécet hívott volna ki a fedezékből, ellátta saját sérüléseit, és 5 órát várakozott, míg megérkeztek a hordággyal, hogy fedezékbe vigyék őt. Az úton tanktámadás érte őket, és Doss őrvezető nem messze meglátott egy sokkal súlyosabb sérültet. Lekúszott a hordágyról, és arra utasította a hordágyvivőket, hogy először a másik embert lássák el. A hordágyra várakozva újabb lövés érte egy orvlövésztől, miközben egyik bajtársa próbálta elvinni őt a csatatérről, és többszörös törést szenvedett egyik karján. Hatalmas lélekjelenlétének hála, egy puskatárat kötözött a törött karjához sín gyanánt, majd durva terepen kúszott 300 yardot (kb. 274 méter) az elsősegély központig.
Kiemelkedő bátorságának, rendíthetetlen elkötelezettségének hála, hihetetlen veszélyekkel szembenézve Doss őrvezető rengeteg katona életét mentette meg. Egyes források 75, míg más források akár 100 megmentett életet jegyeznek neve mellett a Hacksaw-i csatához kapcsolódóan. Neve jelképpé vált az egész 77. gyaloghadosztályban kiemelkedő vitézsége miatt, mely bőven túlmutat a kötelességen.

## Egyéb díjai és elismerései
- 1990. július 4-én a 2-es számú Georgia Highway egyik szakaszát (a US Highway és a 193-as számú Georgia Highway között) Walker megyében Desmond T. Doss Becsület Érdemérem Highway-nak nevezték el.
- 2000. március 20-án Doss megjelent a georgiai képviselőházban, ahol egy különleges határozatot fogadtak el, melyben elismerik hősies teljesítményét a hazáért.
- 2008 júliusában a washingtoni Walter Reed Katonai Kórház vendégházát Desmond Doss Vendégcsarnokká nevezték át.
- 2008. augusztus 30-án a 9. alabamai országút egy kétmérföldes piedmonti szakaszát átnevezték Desmond Doss Sr. emlékútnak.
- A virginiai Lynchburg lakosa volt. A US. főútvonal azon szakaszát, mely a Peaks View Park körzetében lévő lakhelyéhez közel esik, róla nevezték el. A helyi háborús veteránok azzal fejezik ki tiszteletüket a mai napig, hogy feldíszítik a környék közlekedési tábláit évente számos alkalommal, jellemzően hazafias ünnepek alkalmával, különösen a Háborús Hősök Emléknapján.
- Az 1980-as évek elején a lynchburgi iskolát „Desmond T. Doss Keresztény Akadémiának” nevezték át. Az iskolát a lynchburgi Hetednapi Adventista gyülekezet alapította, mely Desmond Doss gyülekezete volt az ott töltött évei alatt. A gyülekezet tiszteletét akarta kifejezni Dossnak, amiért kiállt hite mellett, mind keresztényként, mind adventistaként a súlyos csapások közepette is. Desmond Doss halála előtt három alkalommal látogatta meg az iskolát, mely a nevét viselte, és be is mutatta a diákok számára, hogyan kötötte a vitorlafeszítő csomót, mellyel annyi bajtársa életét mentette meg az okinawai csatában, a „Fűrész”-gerincen.
- 2016. október 25-én a virginiai Lynchburg városa újból kitüntette Desmond Dosst. Ez alkalommal egy emléktáblát avattak a Desmond T. Doss Keresztény Akadémia falán, az iskolában, amely az ő nevét viseli. A Városi Tanács ülése az Desmond T. Doss Keresztény Akadémia diákjainak hűségesküjével kezdődött. Közvetlenül ezután Lynchburg alpolgármestere átadta az emléktáblát az iskola igazgatójának, Steve Doss-nak.

## Róla szóló filmek és könyvek
Dossról szól a Fegyvertelen katona című díjnyertes dokumentumfilm és könyv. 1959. február 18-án Doss Ralph Edwards NBC TV műsorában tűnik fel, melynek címe Ez a te életed. A felvétel megtekinthető a YouTube-on.
A fegyvertelen katona (eredeti címe: Hacksaw Ridge) című játékfilm, ami az ő életét dolgozza fel, az Egyesült Államokban 2016. november 4-től látható a mozikban. A forgatókönyvet Gregory Crossby írta, Mel Gibson rendezte Andrew Garfield főszereplésével. A producerek Bill Mechanic, David Permut, Steve Longi, Gregory Crossby és Terry Benedict.
Doss szintén feltűnik a Medal of Honor Special című képregényben, amit Doug Murray írt és a Dark Horse comics jelentetett meg. A képregény a Medal of Honor (Becsület Érdemérem) sorozat különleges kiadása, és 1994. április 1-jén jelent meg. A címet az Amerikai Egyesült Államok Kongresszusi Becsület Érdemérem Társulata (United States Congressional Medal of Honor Society) hagyta jóvá. A kiadvány szereplője Desmond Doss őrmester mellett egy másik Becsület Érdemérem tulajdonos, Charles Q. Williams hadnagy is.                               Terry Benedict dokumentumfilmje pedig The Conscientious Objector (A fegyvertelen hős) címmel lett bemutatva.

## Fordítás
- Ez a szócikk részben vagy egészben  a   Desmond Doss című angol Wikipédia-szócikk ezen változatának fordításán alapul.  Az eredeti cikk szerkesztőit annak laptörténete sorolja fel. Ez a jelzés csupán a megfogalmazás eredetét és a szerzői jogokat jelzi, nem szolgál a cikkben szereplő információk forrásmegjelöléseként.
- Ez a szócikk részben vagy egészben  a   Desmond Doss című francia Wikipédia-szócikk ezen változatának fordításán alapul.  Az eredeti cikk szerkesztőit annak laptörténete sorolja fel. Ez a jelzés csupán a megfogalmazás eredetét és a szerzői jogokat jelzi, nem szolgál a cikkben szereplő információk forrásmegjelöléseként.